# العلاقات الأسترالية الكورية الشمالية
العلاقات الأسترالية الكورية الشمالية هي العلاقات الثنائية التي تجمع بين أستراليا وكوريا الشمالية.

## مقارنة بين البلدين
هذه مقارنة عامة ومرجعية للدولتين:
| وجه المقارنة                                              | أستراليا                                   | كوريا الشمالية                        |
| --------------------------------------------------------- | ------------------------------------------ | ------------------------------------- |
| المساحة (كم2)                                             | 7.69 مليون                                 | 120.54 ألف                            |
| عدد السكان (نسمة)                                         | 24.51 مليون                                | 25.49 مليون                           |
| الكثافة السكانية (ن./كم²)                                 | 3.19                                       | 211.47                                |
| العاصمة                                                   | كانبرا، ملبورن                             | بيونغيانغ                             |
| اللغة الرسمية                                             | لغة إنجليزية                               | لغة كوريا الشمالية القياسية ‏          |
| العملة                                                    | دولار أسترالي، جنيه إسترليني، جنيه أسترالي | وون كوري شمالي                        |
| الناتج المحلي الإجمالي (بليون دولار)                      | 1.32 تريليون                               |                                       |
| الناتج المحلي الإجمالي (تعادل القوة الشرائية) بليون دولار | 1.10 تريليون                               |                                       |
| الناتج المحلي الإجمالي الاسمي للفرد دولار أمريكي          | 56.31 ألف                                  |                                       |
| الناتج المحلي الإجمالي للفرد دولار أمريكي                 | 45.92 ألف                                  |                                       |
| مؤشر التنمية البشرية                                      | 0.939                                      |                                       |
| رمز المكالمات الدولي                                      | +61                                        | +850                                  |
| رمز الإنترنت                                              | .au                                        | .kp                                   |
| المنطقة الزمنية                                           |                                            | ت ع م+08:30، ت ع م+08:30، ت ع م+09:00 |

## منظمات دولية مشتركة
يشترك البلدان في عضوية مجموعة من المنظمات الدولية، منها:
| علم المنظمة | اسم المنظمة                   | تاريخ انضمام أستراليا | تاريخ انضمام كوريا الشمالية |
| ----------- | ----------------------------- | --------------------- | --------------------------- |
|             | يونسكو                        | 4 نوفمبر 1946         | 18 أكتوبر 1974              |
|             | الاتحاد البريدي العالمي       | ?                     | ?                           |
|             | الاتحاد الدولي للاتصالات      | 27 مايو 1878          | ?                           |
|             | الأمم المتحدة                 | 1 نوفمبر 1945         | 17 سبتمبر 1991              |
|             | المنظمة الهيدروغرافية الدولية | ?                     | ?                           |
|             | منظمة الأغذية والزراعة        | ?                     | ?                           |
|             | منتدى آسيان الإقليمي ‏         | ?                     | ?                           |

## وصلات خارجية
- موقع وزارة الخارجية الأسترالية
- موقع وزارة الخارجية الكورية الشمالية